# Обійми Дощу
«Обі́йми Дощу́» (рус. Объятия Дождя) — украинская рок-группа из Киева, играющая лирическую рок-музыку с добавлением таких музыкальных жанров, как прогрессивный рок, дум-метал, неоклассика.
Основан Владимиром Агафонкиным как проект в 2004 году, существует как группа с 2006 года. Язык песен — украинский.
В 2009 году «Обійми Дощу» выпустила свой дебютный альбом «Елегія», который обозреватели назвали как «выдающимся результатом жанра», так и «монотонным, с намеренно ограниченной палитрой», «выражая одно и то же настроение в каждом треке». Но в то же время альбом был оценён как «новый подход к творческой деятельности во многом» и «явление, которое заслуживает внимания всех поклонников сумеречной лирики».

## История[4]

### 2004—2005, первая запись
Владимир Агафонкин (ныне солист и автор песен группы) начал писать лирические украиноязычные песни ещё в 2004 году. К проекту был привлечён Алексей Катрук, который заинтересовался этой музыкой и предложил помощь в записи песен. Вместе они создают первую демозапись группы из двух песен («Мертве дерево і вітер» и «Зоренько моя»).

### 2005—2006, клипы, первые концерты
Зимой 2005 года Николай Кривонос снял в домашних условиях клип на песню «Мертве дерево і вітер», а впоследствии (весной 2006 года) присоединился к группе в качестве басиста. Тогда же Алексей становится клавишником. В таком составе группа даёт несколько концертов в Киеве и продолжает написание песен.
Новым этапом в развитии группы стала смена состава осенью 2006 года: Алексей Катрук занимает место ритм/соло-гитариста, а в качестве клавишника присоединяется Андрей Демьяненко. В это время Алексеем завершено создание второго клипа группы — «Зоренько моя». В конце года группа создаёт вторую демозапись с шестью песнями. Тогда же «Обійми Дощу» впервые выступает на большой сцене — на фестивале KPI Music Fest в Доме Культуры КПИ.

### 2007, изменения в составе, затишье
В мае 2007 к группе наконец присоединился ударник, Сергей Думлер. Так завершилось формирование её полного состава. Осенью того же года на замену Андрею в качестве клавишника пришла Мария Курбатова. В этом году группа преимущественно репетировала, готовясь к выступлениям.

### 2008, концертная деятельность
В начале 2008 года группа активизирует концертную деятельность, много выступает (большей частью в киевских клубах), участвует в фестивалях (в частности «Тарас Бульба» в городе Дубно, стали финалистами конкурса; Upfest в Луцке; «Рок-ластівки» в Киеве). В этом же году «Обійми дощу» выпускает студийную демозапись «Під хмарами».

### 2009, дебютный альбом, сольный концерт
29 августа 2009 года группа наконец выпускает свой дебютный альбом «Елегія» (рус. Элегия) для бесплатной загрузки на официальном сайте. Альбом содержит восемь песен, олицетворяя определённый итог творчества группы с начала его существования. Кроме того, в альбом была включена краткая информация о деятельности группы с момента её образования.
22 октября 2009 года «Обійми Дощу» дают в киевском клубе «Чеширський Кіт» (рус. Чеширский Кот) свой первый сольный концерт, собрав полный зал и очень теплые отзывы слушателей. Этот же день можно считать датой официального присоединения к группе альтистки Алёны Нестеровской в качестве постоянного участника.
10 декабря группа выпустила новый сингл, состоящий из двух песен, — «Світанок» (рус. Рассвет) и видео для одной из песен (режиссёр Николай Кривонос).

### 2017, альбом «Сон»
17 ноября 2017 года после продолжительного этапа затишья группа выпускает следующий полноформатный альбом под названием «Сон». Со слов участников альбом будет состоять из 11 композиций суммарной длительностью 72 минуты, а над его записью работало 15 музыкантов, включая струнный квартет, 10 звукоинженеров на 7 студиях в трёх городах. Всего на запись было потрачено около 200 часов. Над сведением альбома работает британский музыкант и саунд-продюсер Брюс Сурд, лидер группы The Pineapple Thief, также известный сотрудничеством с такими грандами современного прогрессивного рока как Opeth, Anathema, Katatonia, Riverside, Tesseract и Blackfield. Альбом авторы характеризуют как сложную, но невероятно мелодичную, поэтичную рок-музыку с утонченными струнными аранжировками и элементами прогрессивного рока, неоклассики, неофолка и пост-рока.
Альбом сопровождало два сингла:
- 5 октября 2017 года мир увидел первый сингл альбома под названием «Крила» (рус. Крылья), в сопровождении интерактивной мультитрек визуализации[12]. Песня получила довольно тёплый прием среди почитателей группы[13].
- 2 ноября 2017 года вышел второй сингл под названием  «Разом» (рус. Вместе), также в сопровождении интерактивной мультитрек визуализации[14].

## Состав
- Владимир Агафонкин — вокал, акустическая гитара (с 2004 года)
- Алексей Катрук — электрогитара (с 2006 года), клавишные (2005—2006)
- Николай Кривонос — бас-гитара, флейта (с 2006 года)
- Елена Нестеровская — альт (с 2009 года)
- Ярослав Гладилин — ударные, перкуссия (с 2012 года)
- Евгений Дубовик — клавишные (с 2016 года)

### Сессионные участники
- Анна Кривонос — бэк-вокал
- Яна Шакиржанова — скрипка

### Бывшие участники
- Андрей Демьяненко — клавишные (2006—2007)
- Сергей Думлер — ударные, перкуссия (2007—2012)
- Мария Курбатова — клавишные (2007—2016)

## Дискография

### Студийные альбомы
- «Елегія» (2009)
- «Сон» (2017)

### Синглы
- «Світанок» (2010)
- «Крила» (2017)
- «Разом» (2017)

### Демозаписи
- «Демо» (сплит с группой «Клиника») (2004)
- «Обійми Дощу» (2006)
- «Під хмарами» (2008)

## Видеоклипы
1. «Мертве дерево і вітер» (Николай Кривонос) — 2005
2. «Зоренько моя» (Алексей Катрук) — 2006
3. «Світанок» (Николай Кривонос) — 2010